# 库塘木
库塘木是一个位于中国黑龙江省绥化市的湖泊，面积约为2.76平方千米，属于东北平原。它的一级流域为黑龙江流域，二级流域为松花江水系。